# Disophrys striata
Disophrys striata är en stekelart som beskrevs av Szepligeti 1914. Disophrys striata ingår i släktet Disophrys och familjen bracksteklar. Inga underarter finns listade i Catalogue of Life.